# 短吻黃魴鮄
短吻黃魴鮄，為輻鰭魚綱鮋形目牛尾魚亞目黃魴鮄科的其中一種，分布於中西大西洋的安地列斯群島海域，棲息深度55-550公尺，體長可達25公分，為底棲性魚類，屬肉食性，棲息在岩石底質的大陸棚、大陸坡。

## 擴展閱讀
維基物種上的相關：短吻黃魴鮄